# コニイン
コニイン(Coniine)は偽アルカロイド（アミノ酸ではなくアンモニア由来の窒素を持つ）の一種であり、ドクニンジン(Conium maculatum)に含有される神経毒。異性体があるが、天然に産するのはS体。
古代ギリシアでのソクラテスの処刑の際に用いられた事で有名 （後述）。名前はドクニンジンの学名に由来する。

## 歴史
- 1881年：A・ホフマンが分離に成功、構造も決定。
- 1886年：アルベルト・ラーデンブルクがクネーフェナーゲル縮合を利用して合成に成功。

## 性質
- 無色の油状液体、刺激臭有り。
- 1mLの溶解に90mLの水が必要、温水にはさらに溶けにくい。アルコールには溶けやすい。
- 比旋光度は+15.7°,屈折率は1.4505（20℃）。
- 生合成経路は酢酸-マロン酸経路。
- 空気中で光により樹脂化する。

## 合成
2-メチルピリジン（α-ピコリン）とアセトアルデヒドを250℃で反応させた2-プロペニルピリジンをナトリウムとエタノール で還元して合成する。

## 毒性
ヒトに対する致死量は60～150mg、マウスでのLD50は経口で100mg/kg(静注のLD50はこれの1/8程度)である。消化管からの吸収が速いために症状は急速に起こり、中毒を起こしてから30分-1時間で死に至る。
コニインを摂取すると、初めは中枢神経興奮麻作用を示した後、中枢神経抑制作用を示す（ニコチン様作用）。その後、運動神経の末梢から麻痺が進んでいく。
症状は、
1. 悪心嘔吐及び口渇、瞳孔散大
2. 手足末端の麻痺（脚部→腕部→表情筋の順）
3. 痙攣
4. 呼吸筋麻痺による呼吸障害

の順に進行する。
なお、意識は最期まで正常に保たれたまま死に至るとされる。
また、家畜に対し催奇形性を示し、妊娠初期のウシにドクニンジンやコニインを与えると、四肢関節や脊椎の彎曲奇形の仔牛が高確率で生まれる。

## 中毒時の対処法
1. 早期に0.05%過マンガン酸カリウム水溶液で胃洗浄。
2. 活性炭20gを水に加え、懸濁させて内服。
3. 利尿剤（フロセミド20mg静注）による排出促進。
4. 塩類下剤（硫酸ナトリウム30gを250mLの水に溶解）の内服。
5. 人工呼吸による呼吸の管理。
6. 痙攣が生じた場合、ジアゼパムを緩徐に静注又は深く筋肉内注射。

## ソクラテスの処刑
古代ギリシャでは、罪人の処刑にアヘンとドクニンジンを混ぜたものが用いられていた。
ソクラテスの処刑にはドクニンジンが用いられたと言われ、その最期の様子は弟子プラトンの著書「パイドン」に詳しく記されている。
しかし、一説にはソクラテスの処刑に用いられたのはドクニンジンではなくドクゼリ(Cicuta virosa)の毒であったともいわれる。

## フィクションでの使用
- 和久峻三の小説「赤かぶ検事シリーズ」のエピソード「ソクラテスの毒薬」では、赤かぶ検事毒殺の手段にコニインが使われた。犯人は高山市で購入した赤かぶ漬けにコニインを塗り、匂いを消すためペパーミントを添加して、かつての隣人の名を騙って松本市の赤かぶ検事宅に送りつけた。結果は受け取った夫人が赤かぶ検事に無断で行天遼子警部補にまわし、夫の行天珍男子がそれを食べたところ中毒症状を起こし、一時意識不明の重体となった（幸い一命は取り留めた）。犯人の勤務先は長野市にある製薬会社で、コニインの管理が厳重に行われていなかったため、犯人は容易にコニインを入手できた。さらに、その会社の農場ではドクニンジンを栽培していた。犯人が赤かぶ検事のことを知っていたのは、以前高山市の事業所に配属されていたためであった。
- 相棒(Season 2『ロンドンからの帰還～ベラドンナの赤い罠』・『特命係復活』)では、犯人の小暮ひとみ(演：須藤理彩)が相棒コンビの追及を逃れるために、その遅効性を利用して偽装自殺を図った。その結果、あべこべに相棒コンビが懲戒処分にまで追い込まれてしまう。
- アガサ・クリスティの小説「五匹の子豚」の中では、エイミアス・クレイルの毒殺の手段にコニインが使われた。作中、コニインの作用を説明するシーンでパイドンが登場する。